# 運甓居
運甓居（うんぺききょ）は、頼山陽の叔父頼杏坪が三次町奉行をしていた当時の役宅。広島県三次市三次町の旧館内と呼ばれる一画にあり、約130平方メートルの単層茅葺の家屋である。名称は「頼杏坪役宅」とも。広島県の史跡に指定されている。
中国の東晋の時代、広州の官だった陶侃（とうかん）が100枚の瓦を朝夕に家の内外に運んでいたというエピソードに因んで、名づけられたものである。
杏坪は宝暦6年（1756年）竹原の豪商紺屋に生まれ、兄頼春水とともに儒学の教師として浅野家の広島藩に仕え宗学を先頭になって唱えた。文化10年（1813年）60歳近くになって三次郡・恵蘇郡・三上郡・奴可郡の代官として百姓一揆伝統の地である備北において民生の安定を第一として施政にあたった。文政11年（1828年）から3年間三次町奉行を勤めている。

## 交通
- JR芸備線 三次駅よりバスで10分、三次小学校前下車、徒歩3分。

## 参考サイト
- 三次市観光公式サイト - 頼杏坪役宅（運甓居）、三次社倉
- 広島県観光サイト - 頼杏坪役宅
- 広島県の文化財 - 頼杏坪役宅

座標: 北緯34度48分45秒 東経132度50分43秒 / 北緯34.81257度 東経132.84534度
| スタブアイコン | サブスタブ | この項目は、まだ閲覧者の調べものの参照としては役立たない、広島県に関連した書きかけの項目です。この項目を加筆・訂正などしてくださる協力者を求めています（P:日本の都道府県/広島県）。 |